# (898) Hildegard
(898) Hildegard est un astéroïde évoluant dans la ceinture principale.

## Description
(898) Hildegard est un astéroïde évoluant dans la ceinture principale, découvert le 3 août 1918 par l'astronome allemand Max Wolf depuis l'observatoire du Königstuhl (Heidelberg).

## Nom
L'astéroïde est possiblement nommé en hommage à Hildegarde de Bingen (1098-1179),.